# Órgano reservante
Artículo introductorio: Introducción a los órganos de las plantas.
En botánica, en terminología utilizada en la descripción de las plantas, se denomina órgano de almacenamiento u órgano reservante  —más comúnmente y tradicionalmente órgano de reserva—  a toda parte de la planta que pueda ser delimitada morfológicamente y que esté adaptada a independizar a la planta adulta de una época desfavorable, rítmica, pero predecible, en la que puede faltar la capacidad fotosintética o el agua, cumpliendo la función de almacenamiento temporal de sustancias de reserva como pueden ser: carbohidratos u otros nutrientes, y agua (se denominan órganos suculentos si la proporción de agua almacenada es muy alta, de forma de independizar a la planta de la falta de agua y por la textura de sobrevivir verdes la época desfavorable). Las plantas que sobreviven como adultas a períodos de estrés predecibles suelen poseer órganos reservantes para sobrevivirlos y si es necesario perder sus partes verdes fotosintetizantes y rebrotar al finalizar los mismos. Las suculentas se mantienen verdes durante la época desfavorable y consumen sus reservas de agua durante ese período. También son órganos reservantes los cotiledones de las semillas y otros tejidos dentro de ellas, utilizados durante la germinación, que aquí no serán discutidos. Ésta no es la única adaptación del adulto a un clima con época desfavorable: La planta adulta podría desarrollar una morfología xeromórfica que la adapte a ambientes xéricos, como es típico en coníferas, por ejemplo. 
Poseen épocas desfavorables rítmicas los climas estacionales con una estación estresante (fría o seca); no rítmicas pero predecibles los ambientes estresantes (por ejemplo muy secos) en que las plantas se desarrollan sólo cuando el tiempo lo permite; las regiones con incendios periódicos, y también pasan por un período estresante predecible, del que las plantas aquí tratadas rebrotan gracias a sus órganos reservantes, las plantas cuyas partes verdes fotosintetizantes son predeciblemente podadas por animales herbívoros, como los pastos.
Las plantas con órganos reservantes son por lo tanto siempre bienales (viven como adultas por dos estaciones de crecimiento en un clima estacional) o perennes. Estas plantas son llamadas geófitas si sólo las partes verdes fotosintetizantes se asoman sobre la superficie de la tierra, pero también puede haber plantas perennes con órganos reservantes aéreos, como es típico en árboles caducifolios. Nunca son plantas anuales (que se encuentran como adultas sólo durante la época favorable en un clima estacional, sobreviviendo la época desfavorable como semilla), ni efímeras (que se encuentran como adultas sólo en un período favorable esporádico).

## Clasificación según el origen del órgano
Los órganos reservantes del adulto se originaron muchas veces independientemente, tanto en el vástago como en la raíz, y pueden agruparse por morfología y órgano de origen como sigue:
Provenientes del vástago
- Tallos subterráneos reservantes (en inglés rootstocks). Estos tallos subterráneos se diferencian de las raíces reservantes en que poseen nudos y entrenudos, y
- yemas y cicatrices foliares u hojas:
  - Bulbo, en el cual el vástago consiste en una pequeña cantidad de tejido de tallo vertical (llevando raíces debajo) y una cantidad importante de hojas de almacenamiento gruesas y carnosas (por ejemplo en Allium, las cebollas). Véase también plantas bulbosas.
  - Cormo, en el que el vástago consiste mayormente en tejido del tallo mayormente globoso rodeado por escasas hojas como escamas. Se encuentran ejemplos en Iris y de hecho en muchos géneros de la familia Iridaceae: Crocus, Colchicum, Freesia, Gladiolus, Ixia, Crocosmia, Stenbergia, Tritonia, Watsonia, y también en el taro (Colocasia esculenta) y otros miembros similares de la familia Araceae.
  - Cáudice (en inglés caudex), en el que el tallo de almacenamiento, subterráneo o no, está relativamente poco diferenciado y orientado verticalmente, del cual se elevan las hojas (hay definiciones más amplias de cáudice, aquí se sigue la de Simpson 2005, que diferencia cáudice de tallo caudiciforme, de paquicaulo, y de lignotúber).
  - Rizoma, en que el tallo es horizontal y está bajo tierra, típicamente con entrenudos cortos (comparar con estolón), y llevando hojas como escamas (por ejemplo en Zingiber, el jengibre).
  - Tubérculo, que consiste en un tallo grueso de almacenamiento bajo tierra, usualmente no vertical, típicamente llevando yemas y sin hojas de almacenamiento que lo rodeen ni escamas protectoras (por ejemplo en Solanum tuberosum, la papa). Otros tubérculos comestibles: el tupinambo o pataca (Helianthus tuberosus) la oca (Oxalis tuberosa), el ñame (Dioscorea) o la chufa (Cyperus esculentus). Algunos tubérculos de especies ornamentales: Begonia, Caladium, Cyclamen y Sinningia.

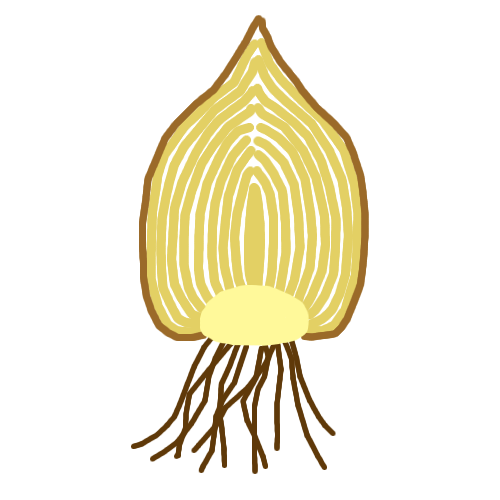
Bulbo. En amarillo claro el tallo, en amarillo oscuro las hojas suculentas de almacenamiento, en amarronado las hojas escamosas protectoras. En marrón oscuro las raíces.
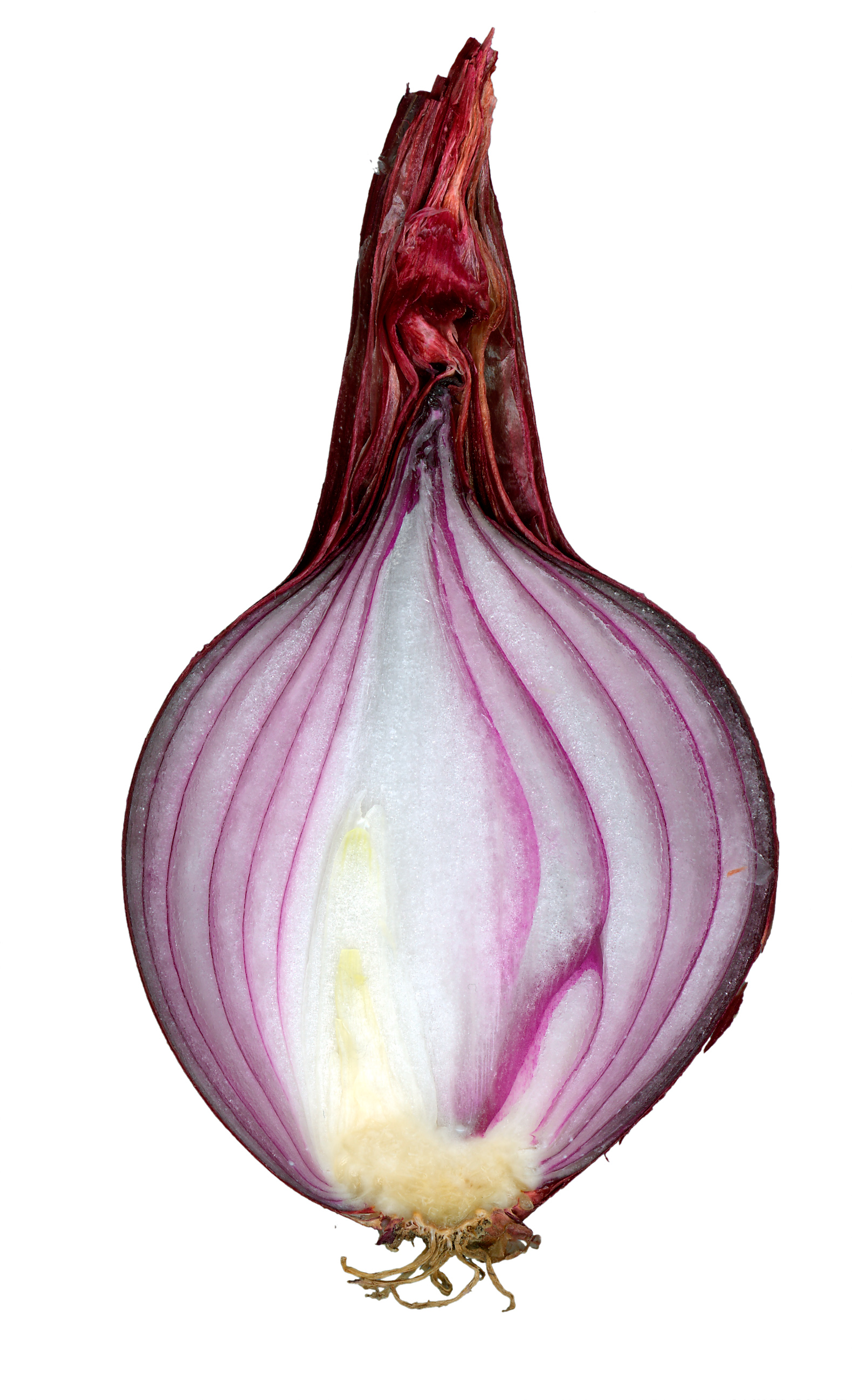
Corte longitudinal de un bulbo. Allium cepa, la cebolla.
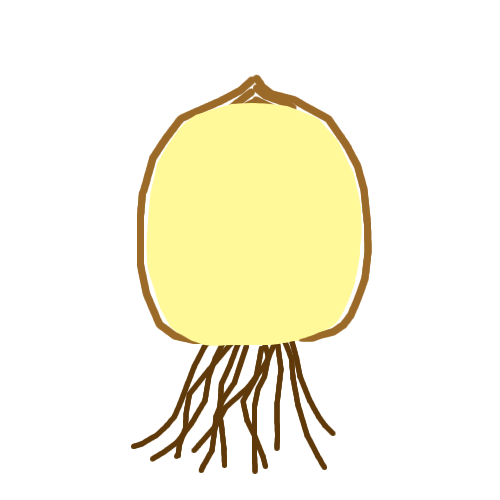
Cormo. En amarillo claro el tallo, en amarronado las hojas escamosas protectoras. En marrón oscuro las raíces.
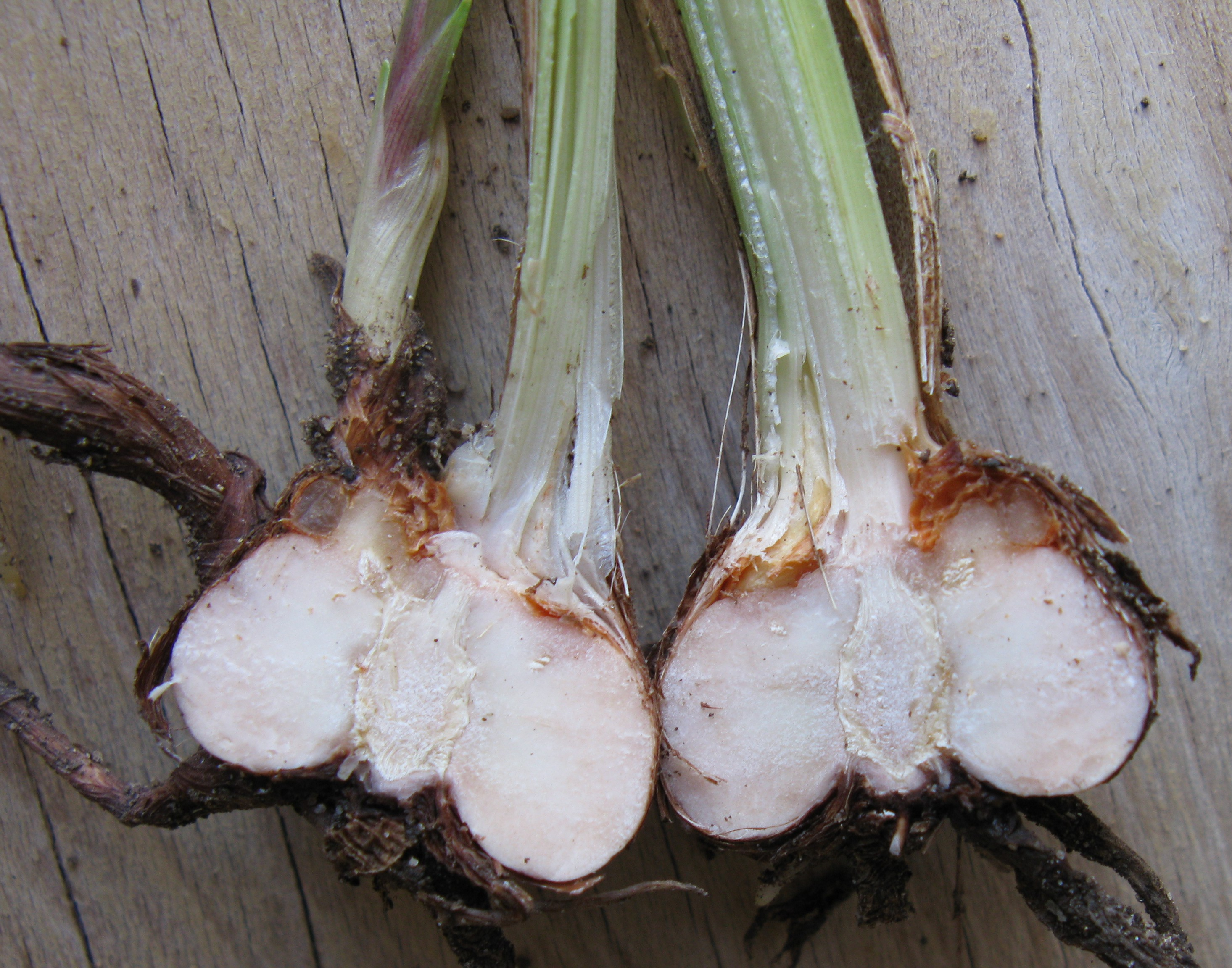
Corte longitudinal de un cormo en Crocosmia.
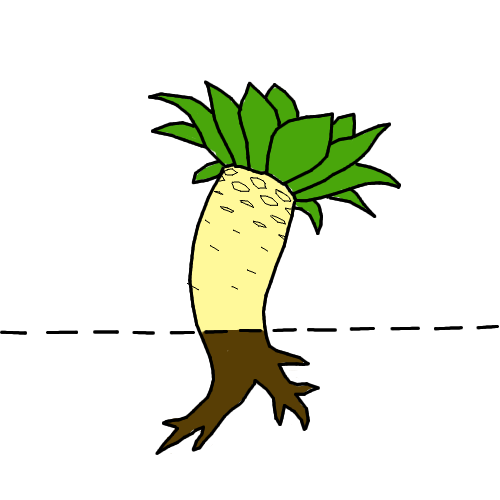
Cáudice. En amarillo claro el tallo, en marrón oscuro las raíces, en verde las hojas. En línea punteada el nivel del suelo.
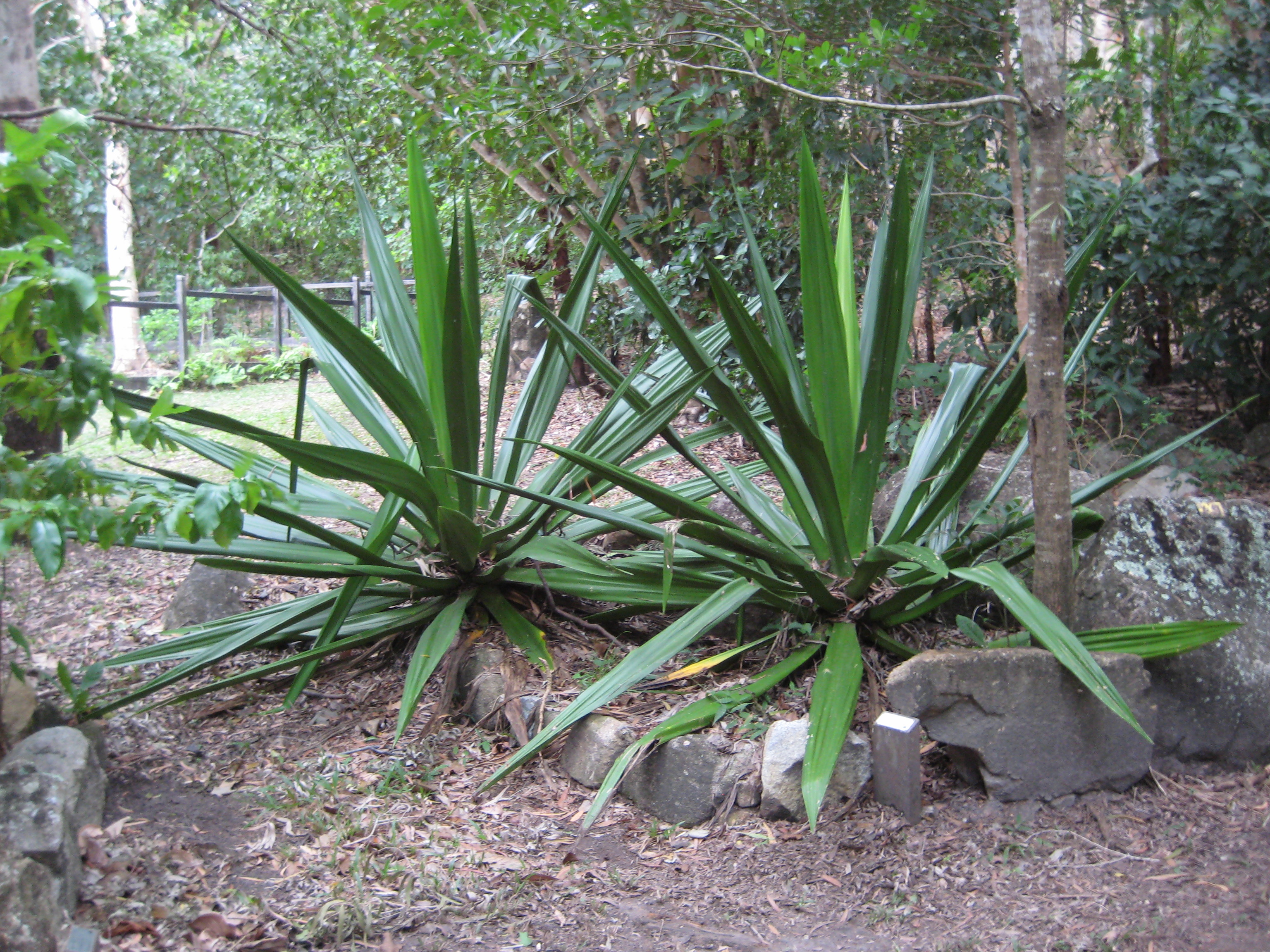
Posee cáudice Furcraea.
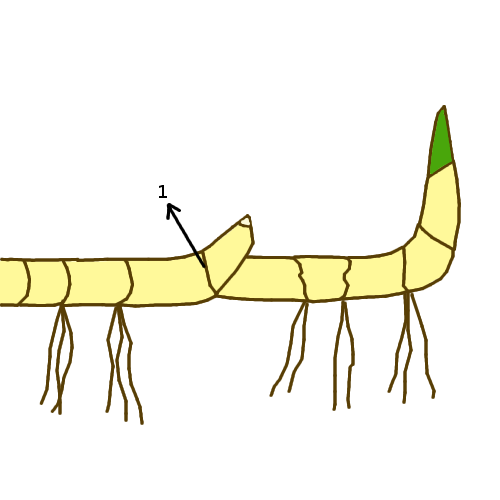
Rizoma. En amarillo claro el tallo, en marrón oscuro las raíces. (1): hojas escamosas o cicatrices de hojas.
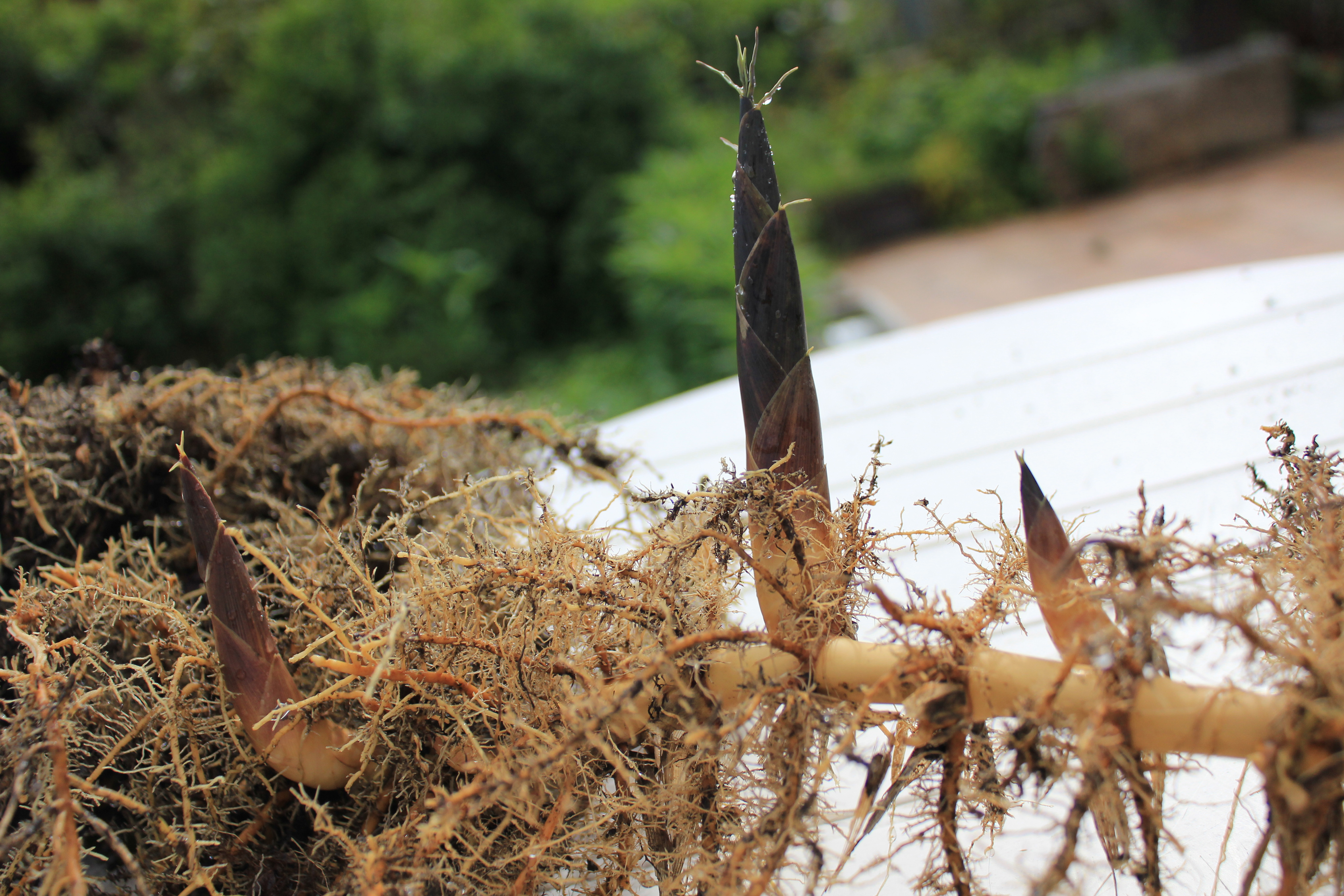
Rizoma de bambusoidea.
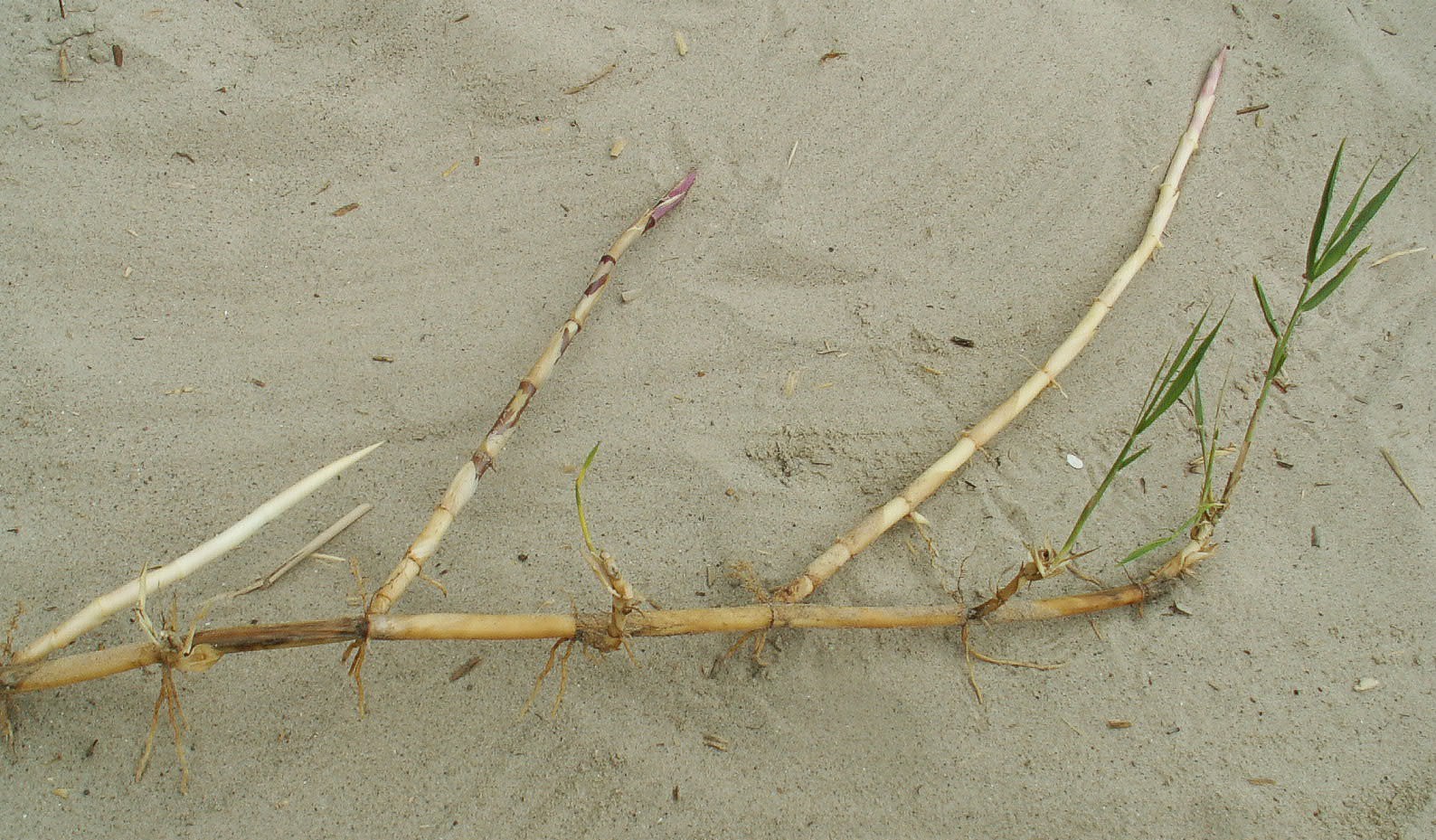
Rizoma de Phragmites australis.
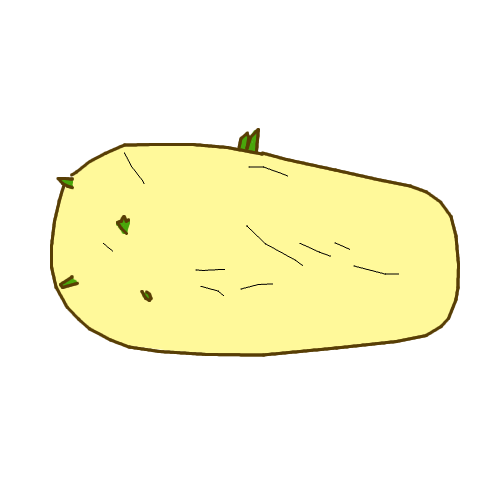
Tubérculo. En amarillo claro el tallo, en verde las yemas.
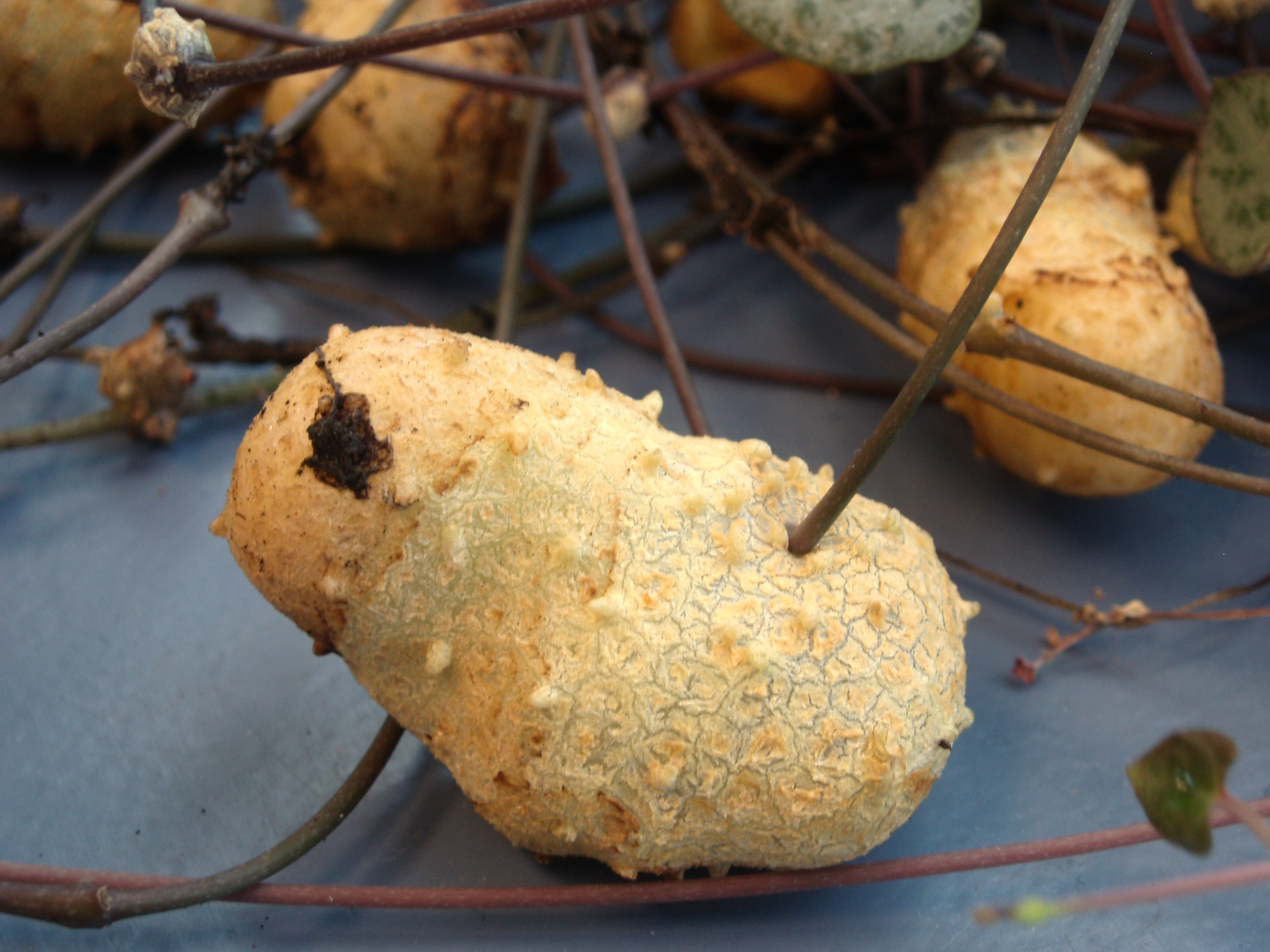
Tubérculo de Ceropegia woodii.

- Tallos aéreos reservantes
  - Tallo caudiciforme, que es un tallo de almacenamiento bajo, hinchado, perenne, en la superficie del suelo o sobre él, desde el cual se elevan vástagos no persistentes (muchas veces anuales) fotosintéticos (por ejemplo en Calibanus y algunas Dioscorea)
  - Paquicaulo, que es un tallo leñoso y como un tronco, hinchado en la base, la parte hinchada funcionando como almacenamiento (por ejemplo en Brachychiton, y en Fouquieria columnaris).
  - Lignotúber o lignotubérculo es un tallo principalmente protector y regenerativo que crece después de los incendios. Son típicamente hinchados, leñosos, en la superficie del suelo o justo debajo de él, desde el cual se elevan ramas aéreas persistentes, leñosas (por ejemplo en algunas Manzanita).

Tallos caudiciformes. En amarillo el tallo, en verde las hojas.
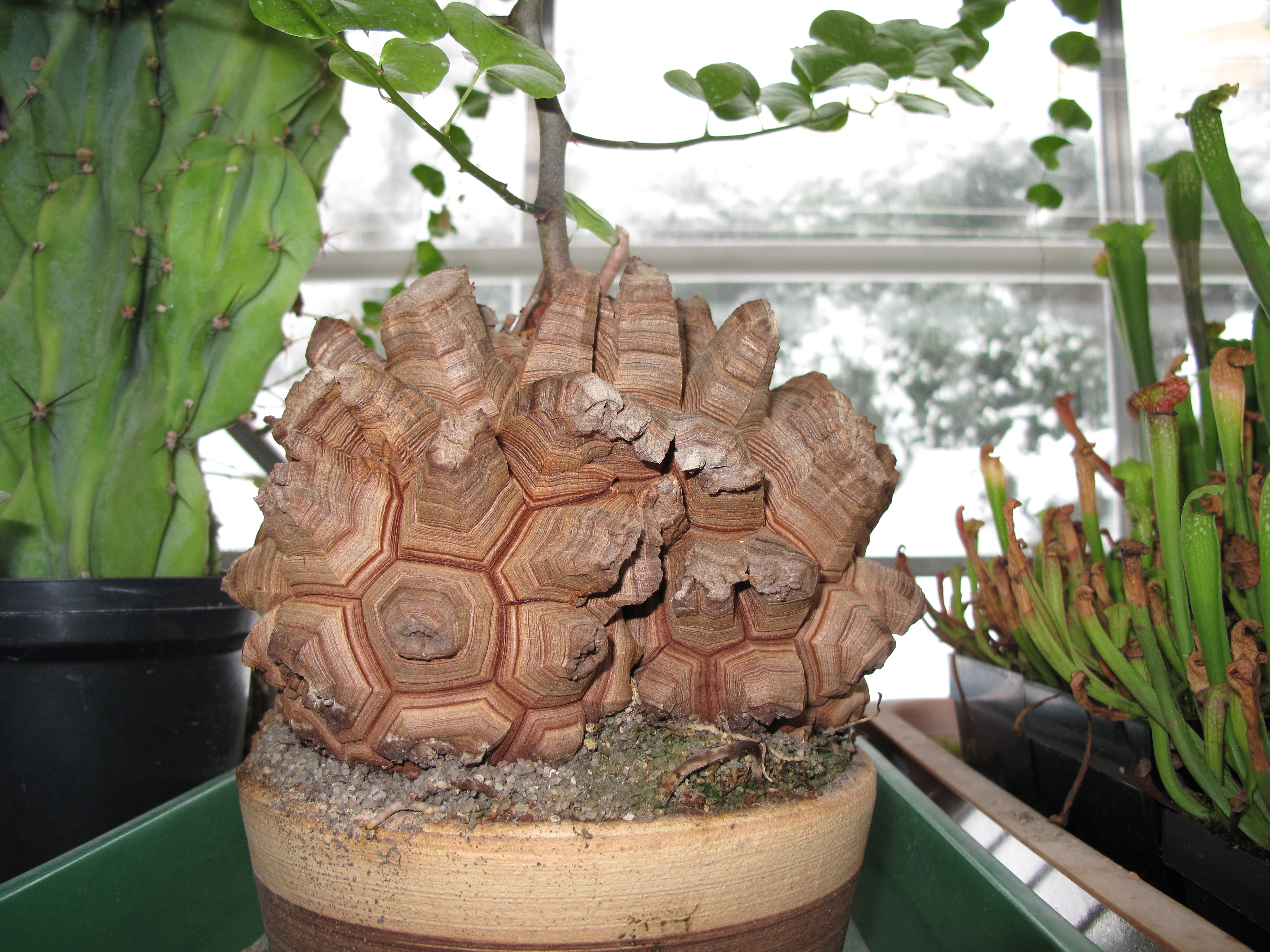
Tallo caudiciforme en Dioscorea.
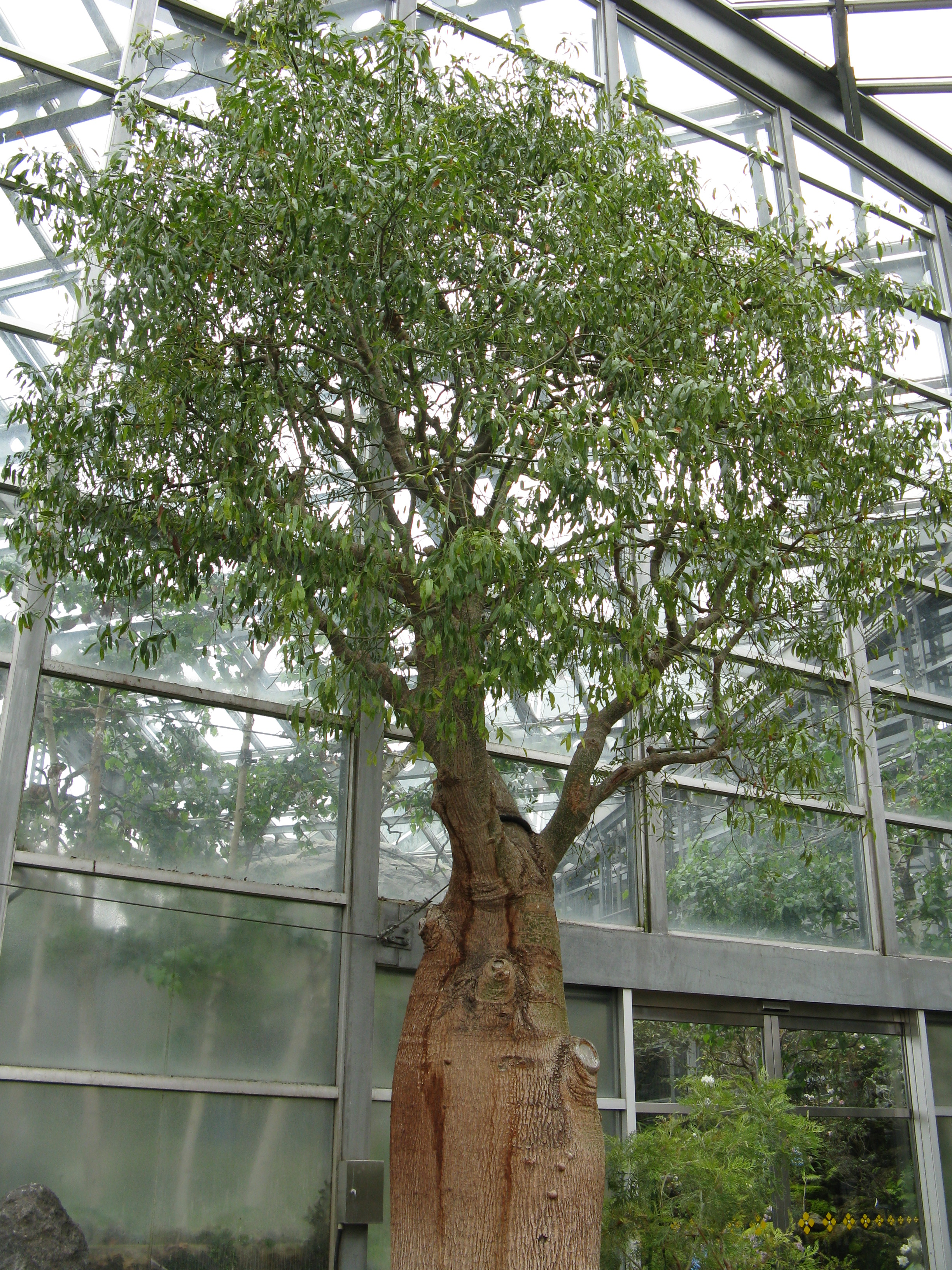
Paquicaulo en Brachychiton rupestris.
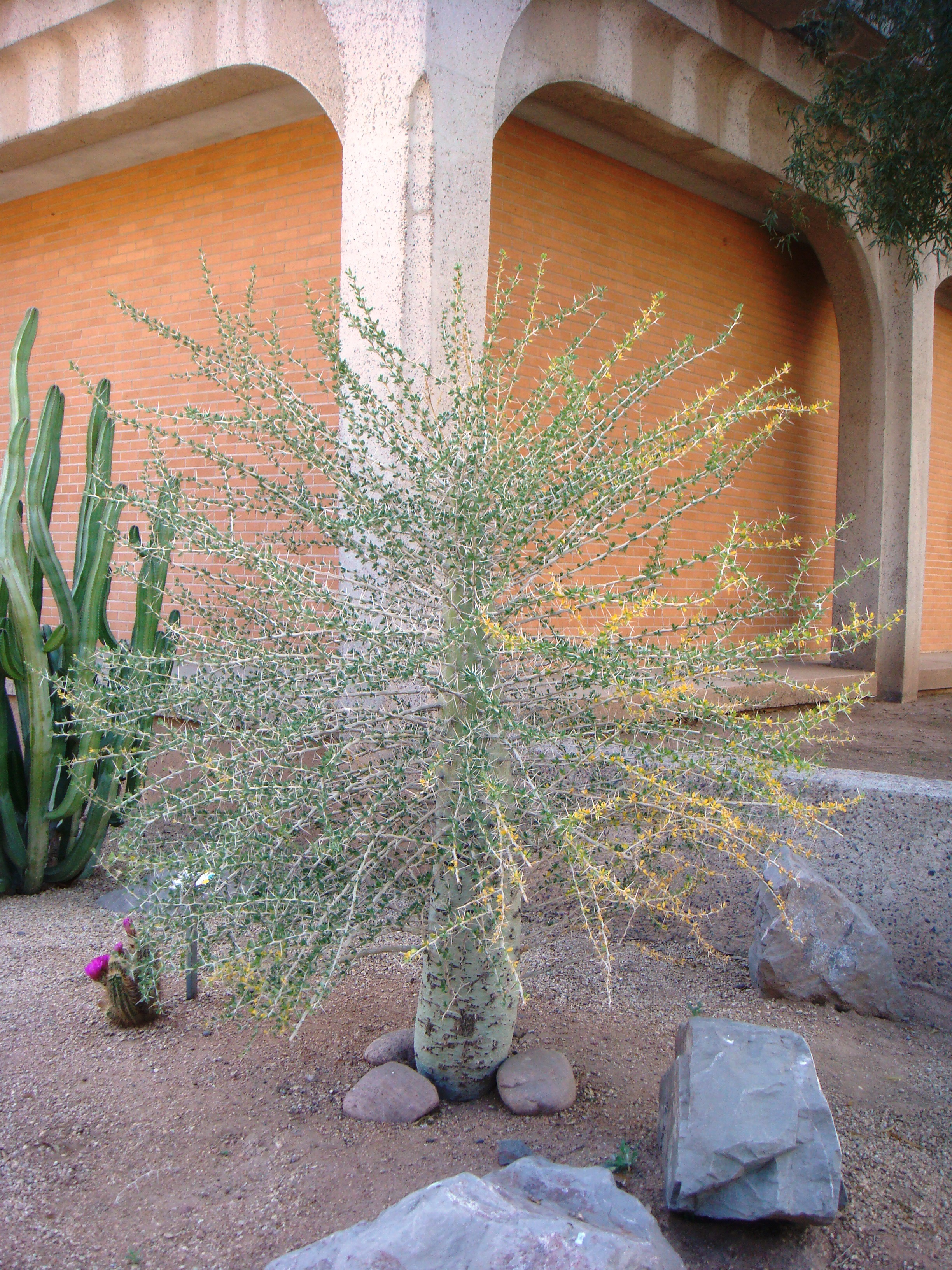
Paquicaulo en Fouquieria columnaris.

- - Tallos suculentos. Contienen un alto porcentaje de tejido parenquimático que puede almacenar grandes cantidades de agua, permitiendo a la planta sobrevivir largos períodos de sequía. Los cactus del Nuevo Mundo y las llamadas euforbiáceas suculentas de Sudáfrica son ejemplos clásicos de plantas con tallos suculentos. Algunas de ellas, notablemente el "cactus barril" y otros como el cardón, tienen troncos aflautados que se expanden rápidamente después de una lluvia, permitiendo a la planta almacenar más agua.

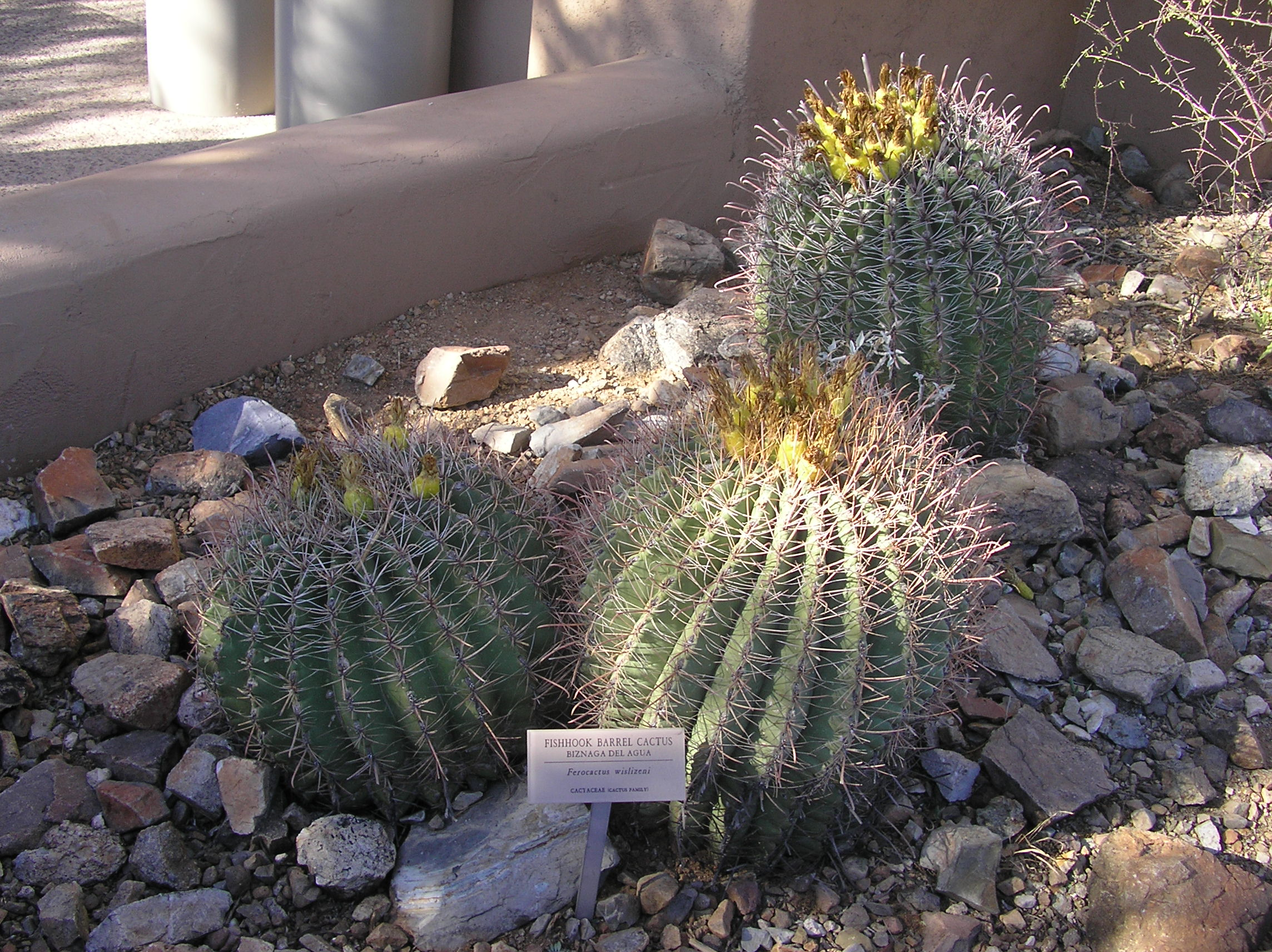
Tallo suculento en una cactácea del Nuevo Mundo.
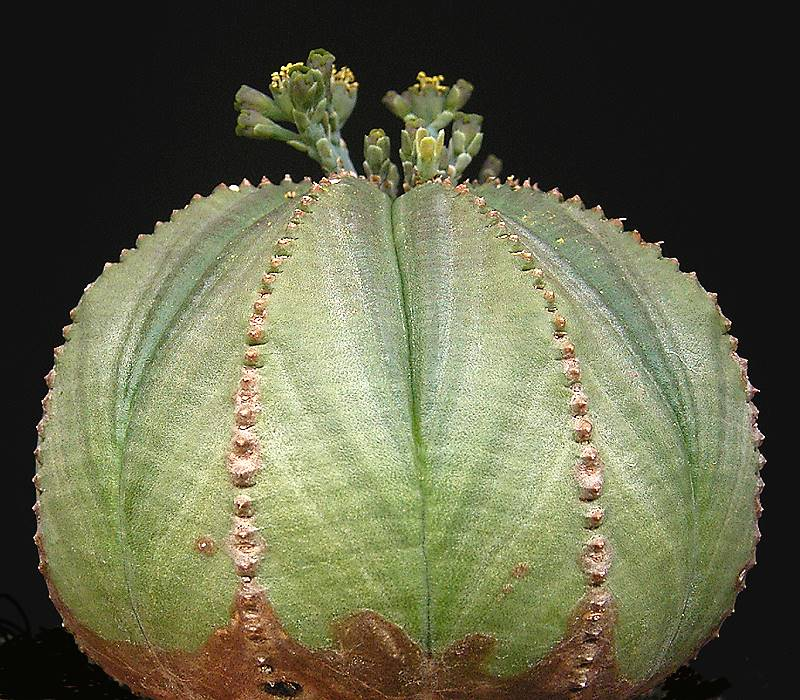
Tallo suculento en una euforbiácea de África.

Hojas suculentas. Hay ejemplos como las crasuláceas (a veces llamadas de hojas como cotiledones) y monocotiledóneas en roseta como Aloe y Agave.

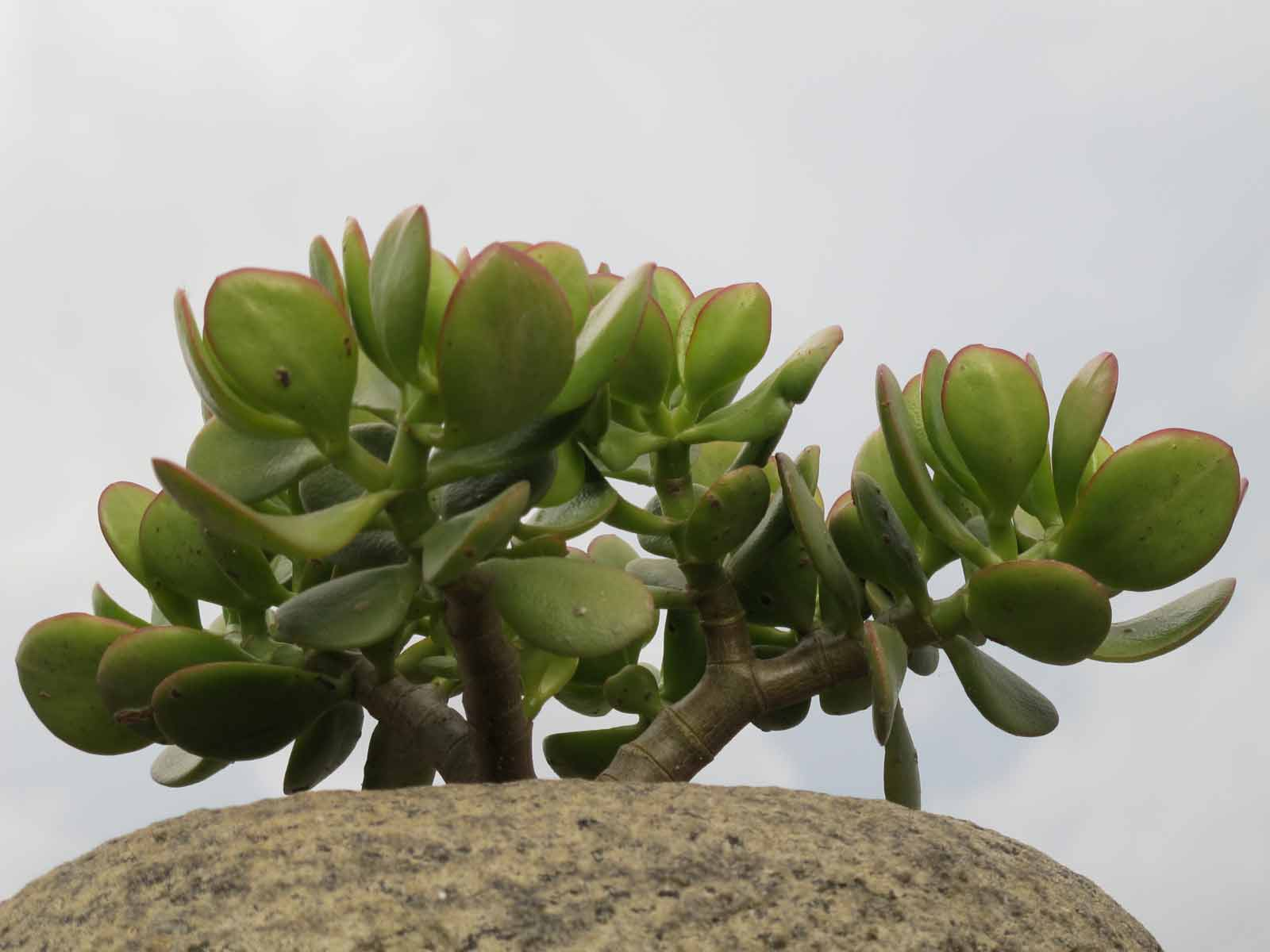
Crassula ovata, una crasulácea.
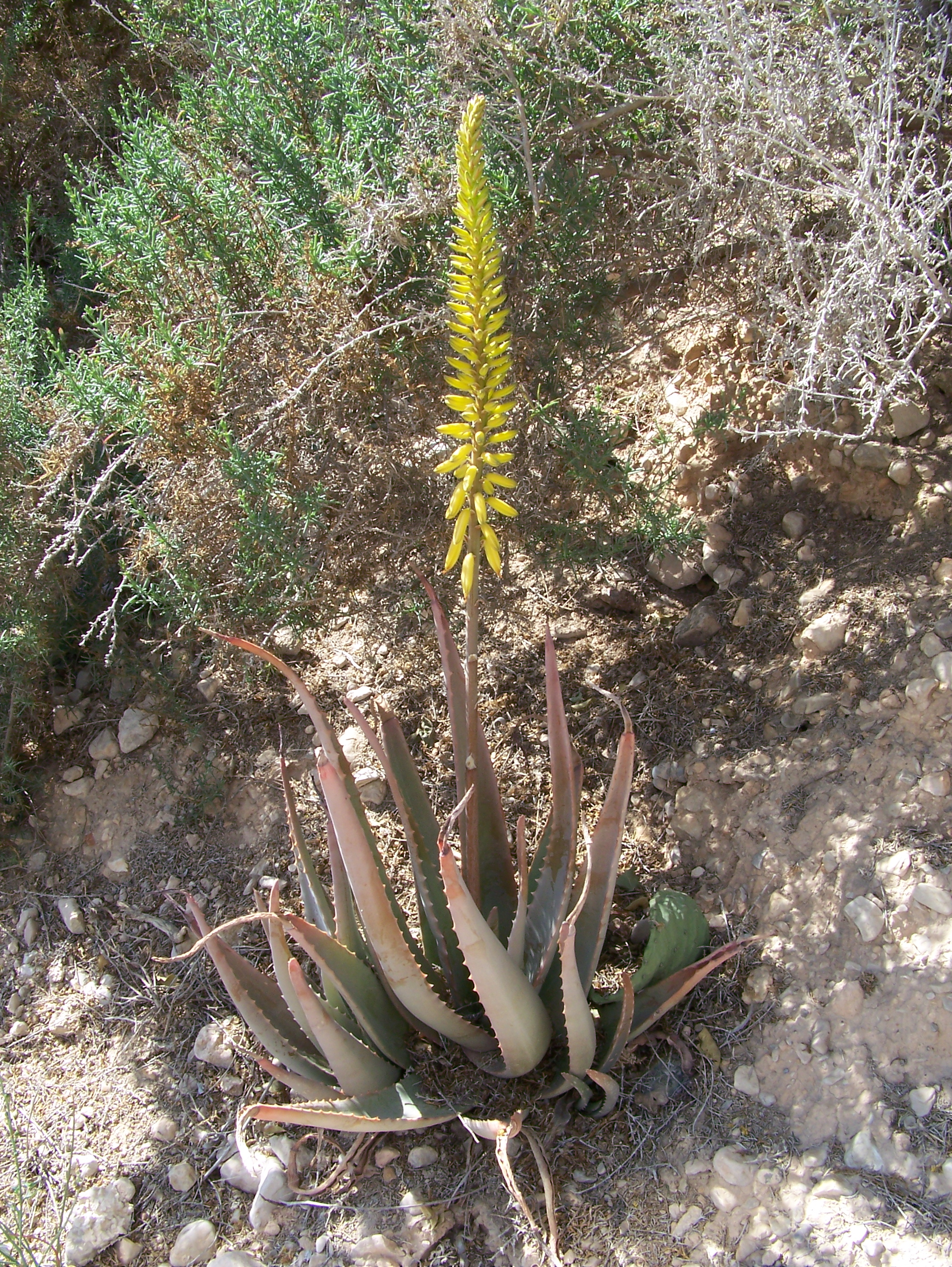
Aloe vera y su inflorescencia.
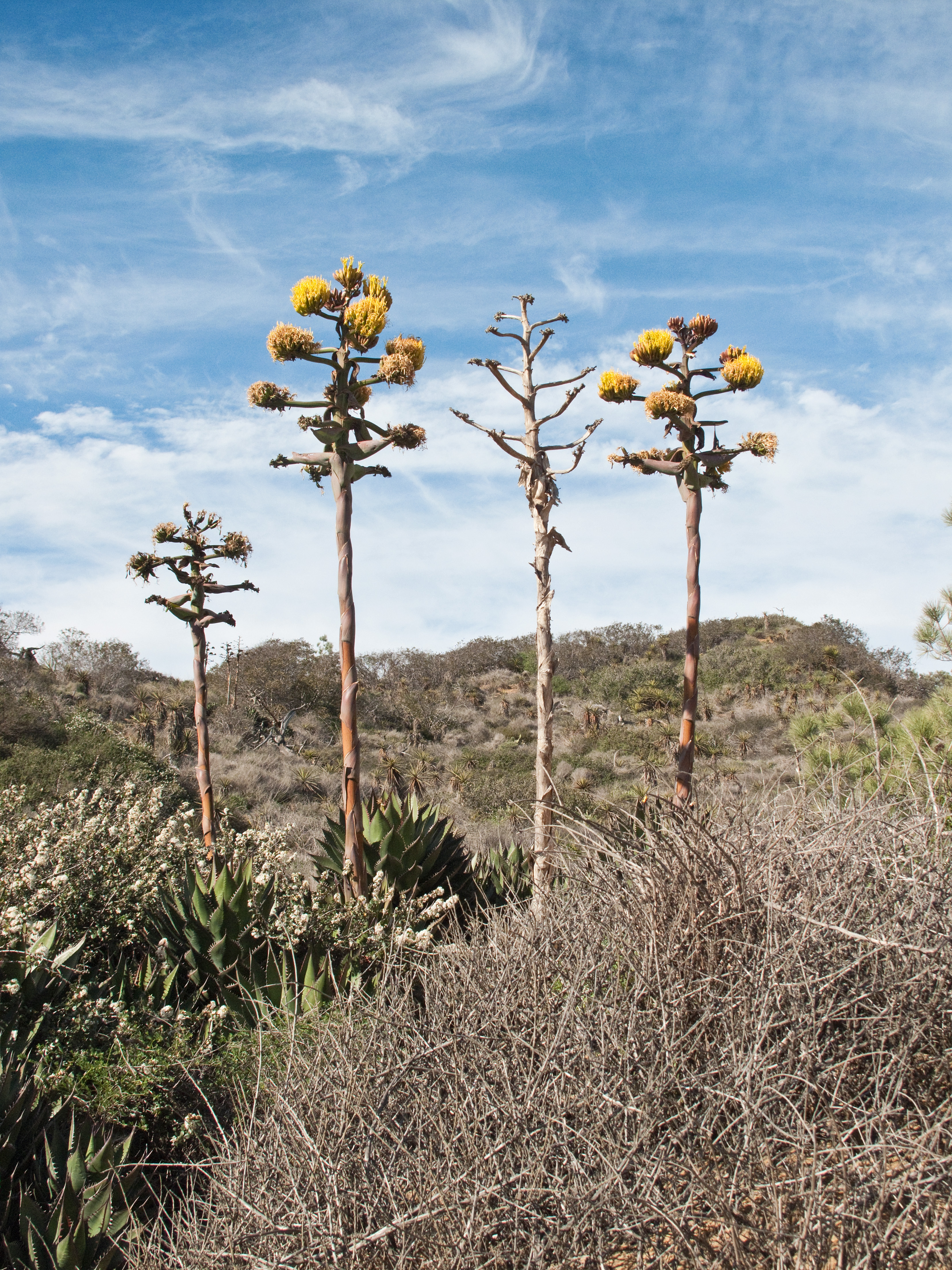
Agave americana e inflorescencias.

El bulbo posee sus reservas en las hojas no fotosintetizantes.
Provenientes de la raíz

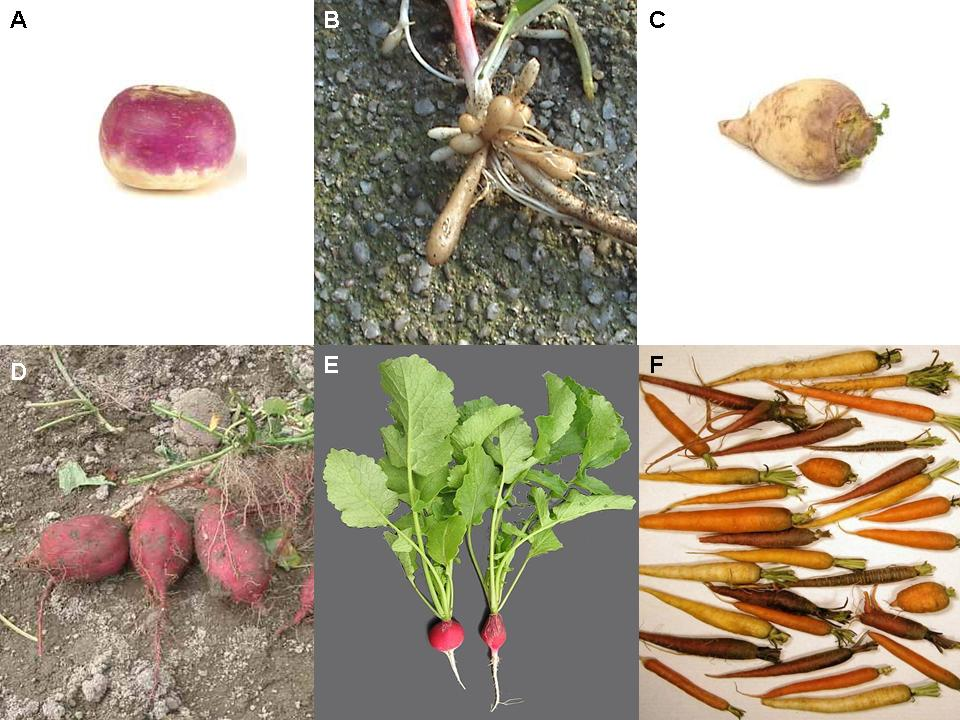
Ejemplos de raíces reservantes. (A) Nabo, Brassica rapa var. rapa (B) Celidonia menor, Ranunculus ficaria, (C) Rutabaga, Brassica napobrassica, (D) Batata, Ipomoea batatas, (E) Rabanito, Raphanus sativus, (F) Zanahoria, Daucus carota.

Son llamadas raíces carnosas (este término quizás prefiera reservarse para un tipo de textura), raíces reservantes o raíces de almacenamiento. En general se reconocen por su aspecto engrosado, y se diferencian de los tallos reservantes subterráneos en que carecen de los nudos y entrenudos y las yemas y cicatrices foliares de los tallos, además de por su anatomía (por ejemplo al microscopio poseen cofia).
Los dos grandes grupos en que se diferencian por origen del órgano son la raíz principal reservante y las raíces no principales reservantes (raíces "tuberosas", no es sinónimo de tubérculos, ya que el tubérculo es siempre un tallo en castellano). (Simpson 2005). Cuando el órgano reservante toma la raíz principal es relativamente común que también forme parte de él el hipocótile (el sector del tallo entre el nudo cotiledonar y la transición a la raíz) y quizás parte del tallo por arriba del nudo cotiledonar.
Las definiciones son (Strassburger 1994): en la cita.

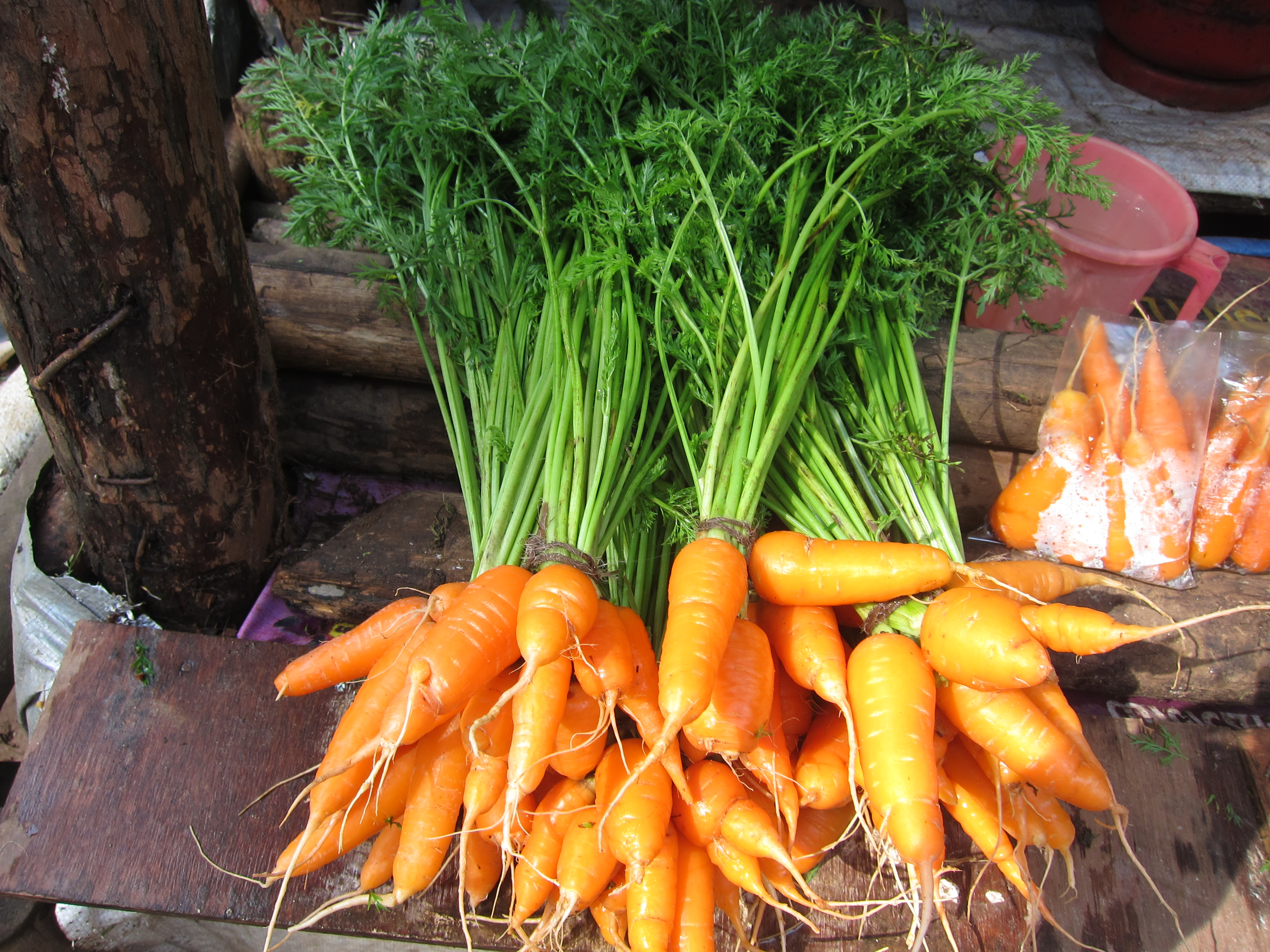
Un órgano reservante formado por la raíz principal (en este caso forma parte de él también la parte inferior del tallo): la zanahoria.
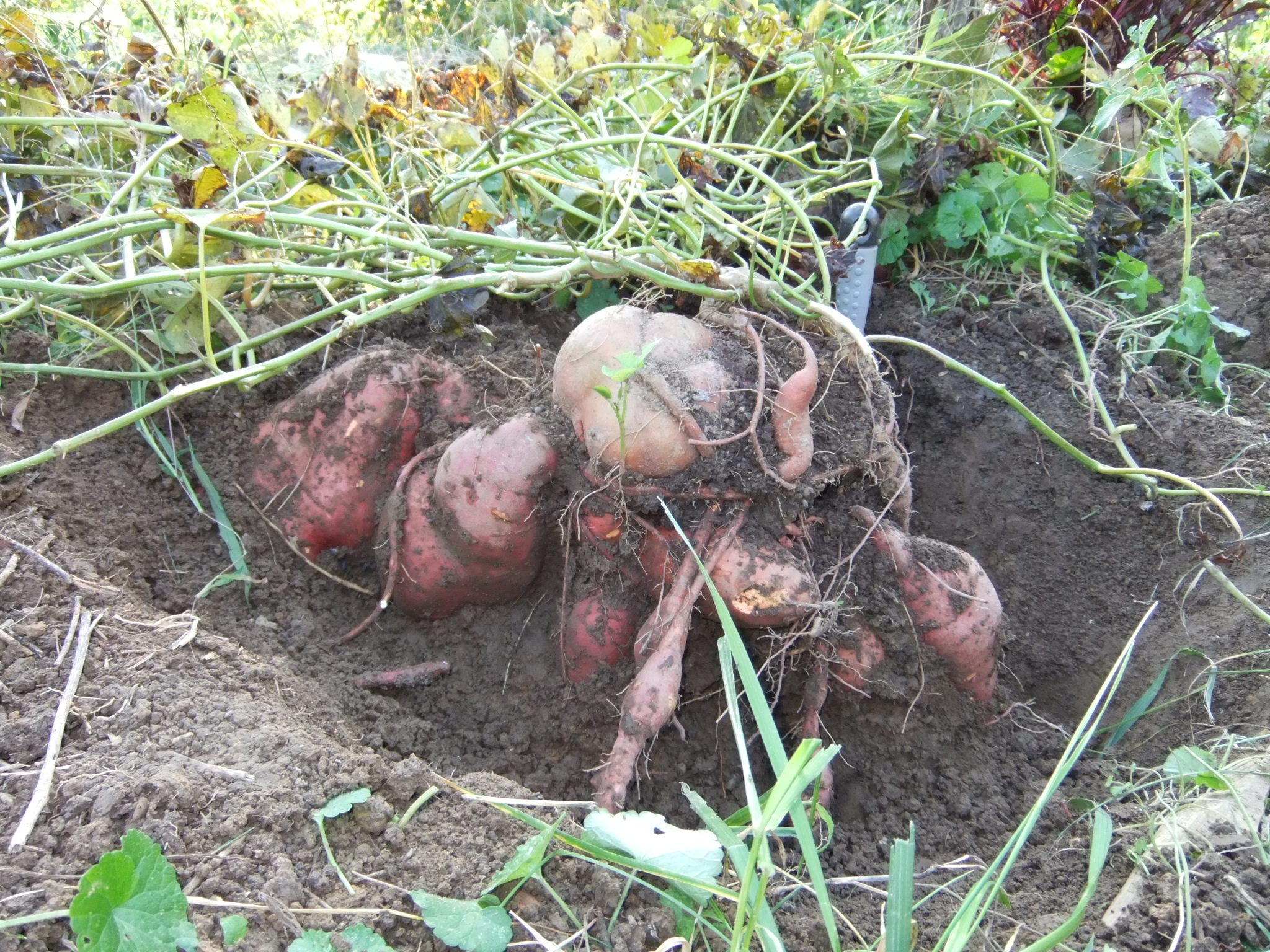
Una raíz reservante tuberosa: la batata.
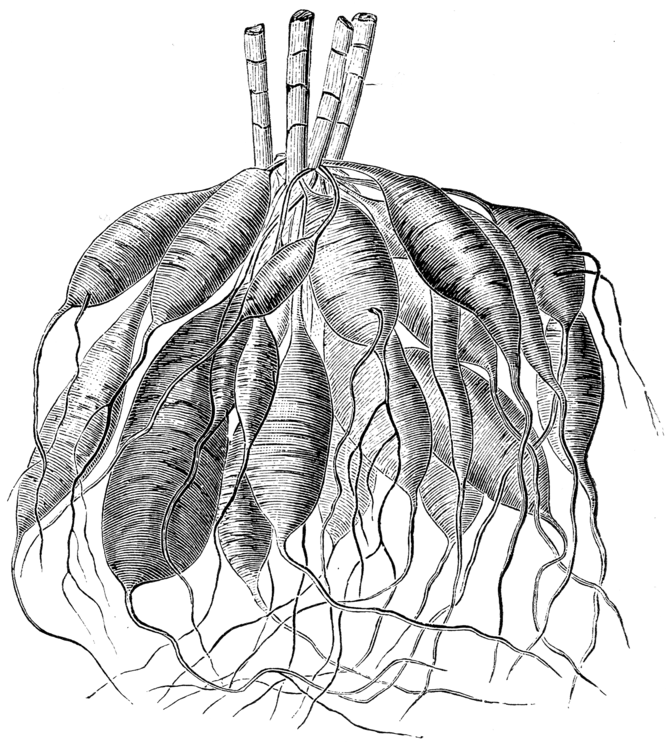
Raíz tuberosa de Dahlia.
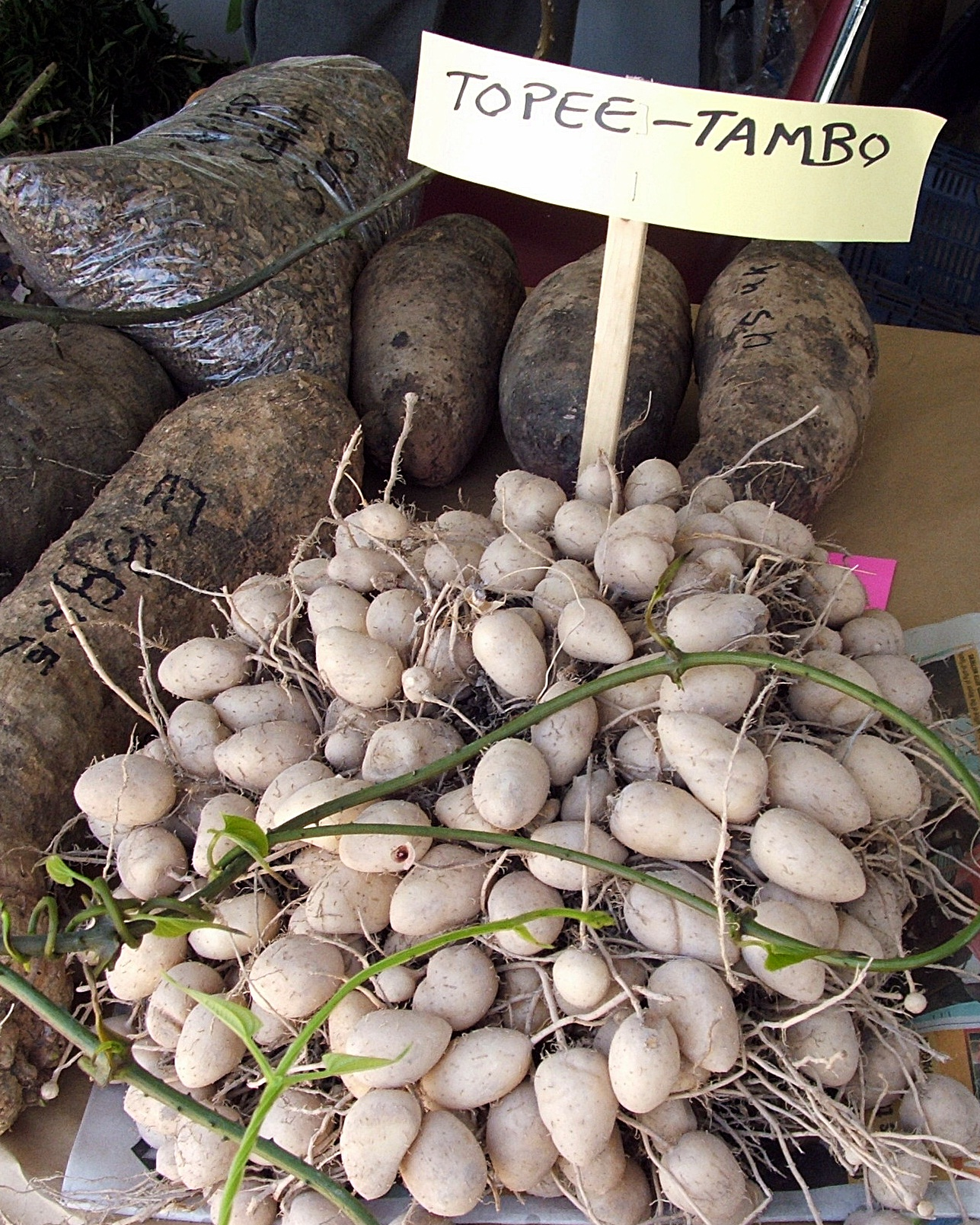
Raíces tuberosas en venta del lairén (Calathea allouia).[7][cita 2]

## Citas
1. ↑  Definiciones según Strassburger (1994[1]):
  - De la raíz principal: Como es de esperar, no se encuentra nunca este tipo de raíces en sistemas radicales homorrizos (sin raíz principal) como el de las monocotiledóneas. Pueden tomar en parte el hipocótilo y hasta una porción del tallo, lo cual no siempre es visible morfológicamente pero queda en evidencia en el análisis de la anatomía.

  -     - Raíz napiforme. Ejemplo: Brassica rapa, el nabo.
    - Raíz caulinotuberosa (?o caulinonapiforme?) si toman en parte el hipocótilo o hasta parte del tallo.
      - Tomando parte del hipocótilo: como la remolacha forrajera (Beta vulgaris var. crassa) y el rábano.
      - Tomando el hipocótilo y parte del tallo que sigue al hipocótilo (pudiendo incluso presentar hojas fotosintetizantes, y técnicamente perteneciendo también a "órganos reservantes derivados del tallo"): Es el caso del colinabo (Brassica napobrassica) y del apio (Apium graveolens)

    - Xilopodio (xylopodium en inglés). De la raíz principal, que se ensancha en un sector suculento reservante de agua, lignificado por fuera para evitar la pérdida de agua (eso quiere decir que a pesar de ser suculento su aspecto externo es leñoso) y parenquimatoso, con "parénquima acuoso", por dentro (puede tomar parte del hipocótilo también[2]). Es encontrado en algunas plantas leñosas de climas xerófitos en especial en las regiones áridas de Sudamérica: el subarbusto añil (Indigofera suffruticosa), el subarbusto Vernonia pseudolinearifolia, Brasilia sickii,[3] Ocimum nudicaule,[4] Brosimum gaudichaudii,[5] etc, en Brasil se consumen como un refresco en la caatinga los xilopodios recién arrancados de plantas jóvenes de Spondias tuberosa, el umbuzeiro.[6]

  - De raíces no principales: raíces tuberosas (pueden encontrarse, mal llamados porque no provienen del tallo -no son tubérculos-, "tubérculos radicales"). Ejemplo: Ipomoea batatas, la batata. También Dahlia, la yuca o mandioca (Manihot esculenta), Ranunculus ficaria y de algunas especies de marantáceas tropicales, como por ejemplo, el lairén (Calathea allouia), otras especies tales como Eremurus, Clivia, Alstroemeria y Ranunculus.
2. ↑  Este cultivo poco conocido presenta un rizoma y un sistema radical fibroso, con raíces duras y retorcidas, en el extremo de las cuales se forman las raíces tuberosas, elipsoidales a ovoides que constituyen la parte comestible de la planta. Estas raíces tuberosas miden de 1 a 5 cm de largo por 0,5 a 3 cm de ancho, están cubiertos por una cáscara dura, amarilla y brillante, con protuberancias espinosas. Debajo de la cáscara se encuentra el tejido parenquimatoso color claro a blanquecino que contiene almidón, encontrándose el centro generalmente vacío.[7]